# Sella
Horská skupina Sella nebo jednoduše Sella (ladinsky l Sela, italsky il Sella) je náhorní plošina v italských Dolomitech. Částečně se nachází v Jižním Tyrolsku, Trentinu a Benátsku. Nejvyšším vrcholem skupiny je Piz Boè o nadmořské výšce 3152 m.
Údolí ladinsky mluvící oblasti jsou seskupena kolem pohoří Sella, které je geografickým centrem ladinštiny.

## Původ jména
Kromě Sella a Sella Group existují v němčině i další názvy pro tuto horskou skupinu: Sellastock, Sellamassiv a Sellaberg. V Atlasu Tyrolensis (sestaveném v letech 1760 až 1770) Petrem Anichem a Blasiusem Hueberem se pro tuto oblast používá název Sallei.
Název Sella pro vrchol hory se přenesl z průsmyku Sella a pochází z ladinského slova sela, které znamená "sedlo".
Kromě toho existuje ještě jeden ladinský název pro část horské skupiny a to Gardena Mëisules, případně Val Badia Mësores. Ten se používá zejména pro severní část masivu. Toto jméno je odvozeno z latinského mensa nebo alpského románského *mesula, což znamená "stůl" nebo v přeneseném významu "skalní terasa". Toto označení odkazuje na horizontální geologické Raiblerovy vrstvy, které masiv místy rozdělují na dvě patra.

## Poloha a okolí
Ve skupině Sella se na vrcholu Piz Boè setkávají hranice tří italských provincií: Jižního Tyrolska, Belluna a Trentina. Severozápadně od řeky Sella se nachází Selva Gardena, severovýchodně Corvara, jihovýchodně Arabba a jihozápadně Canazei. Do města Cortina d'Ampezzo je to vzdušnou čarou asi 24 kilometrů a do Bolzana asi 36 kilometrů.
Masiv Sella obklopují čtyři horské průsmyky: Na severu se nachází průsmyk Passo Gardena (2125 m) mezi údolími Val Gardena a Val Badia, na východě průsmyk Campolongopass (1875 m) mezi údolími Val Badia a Buchenstein, na jihu průsmyk Passo Pordoi (2239 m) mezi údolími Buchenstein a Val di Fassa a na západě průsmyk Passo Sella (2218 m) mezi údolími Val di Fassa a Val Gardena. V nejširším místě měří masiv Sella od průsmyku Gardena na severu až po horní konec údolí Buchenstein na jihu něco přes sedm kilometrů. Z průsmyku Sella na západě do Transrüsu na východě je to něco přes 9,5 kilometru.
Přes Passo Gardena přechází masiv Sella na severu do horské skupiny Puez. Na severovýchodě a východě následuje horská skupina Fanes. Na jihu se táhne pohoří Sasso del Cappello a nejvyšší masiv Dolomit, Marmolada (3343 m). Na západě se nachází horská skupina Sassolungo.

## Struktura a vrcholy

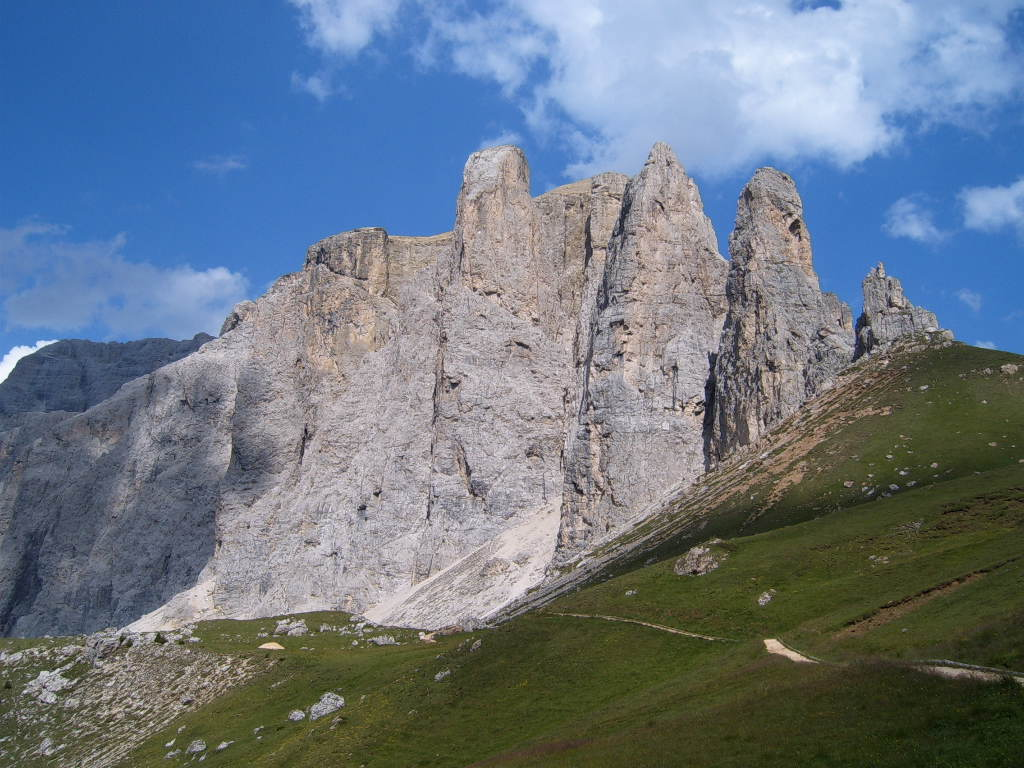
skalní věže Torri di Sella

Masiv Sella lze rozdělit na čtyři podskupiny. Celou východní část tvoří skupina Boè s nejvyšším vrcholem Selly, Piz Boè (3152 m). Do této podskupiny patří také Pizkofel (2827 m) a Boèseekofel (2913 m), Zehner (2916 m), Neuner (2904 m), Vallonspitze (2906 m), Col Turond (2927 m), Col Alton (2882 m) a Sass Pordoi (2950 m), na který vede lanovka z Pordoijochu.
Odděluje je údolí Val Lastiës, jehož název pochází z ladinského slova pro skalní desky a vede z oblasti kolem horské chaty Boèhütte (2871 m) na jih do údolí Val di Fassa, na severozápadě následuje skupina Mëisules. Dominuje mu náhorní plošina Mëisules. Jeho okraje tvoří vrcholy jako Piz Lastiës (2875 m), Piz Sëlva (2941 m), Piz Gralba (2972 m), Piz Miara (2964 m) a Piz Beguz (2974 m). Do této podskupiny patří také vrcholy Le Mëisules (až 2999 m), Piz Ciavazes (2831 m) a známé skalní věže Torri del Sella (až 2696 m).
Směrem k údolí Val Lastiës vede údolí Mittagstal na sever k obci Kolfuschg a horní části údolí Abtei. Odděluje tak skupinu Pisciadù od skupiny Boè. Vallun de Pisciadù a Val de Tita tvoří hranici mezi skupinami Mëisules a Pisciadù. Významnými vrcholy této skupiny jsou Pisciadùspitze (2985 m), Dent de Mesdì (2881 m), Sas de Mesdì (2978 m), Bergerturm (2861 m) a Zwischenkofel (2907 m).
Nejsevernější podskupinou je skupina Murfreid, která se od skupiny Mëisules odlišuje údolím Val Gralba. Vrcholy jsou zde skalní věže Murfreidtürme (až 2724 m), Murfreidspitze (2634 m) a Rodelheilspitze (2615 m).

## Vodstvo

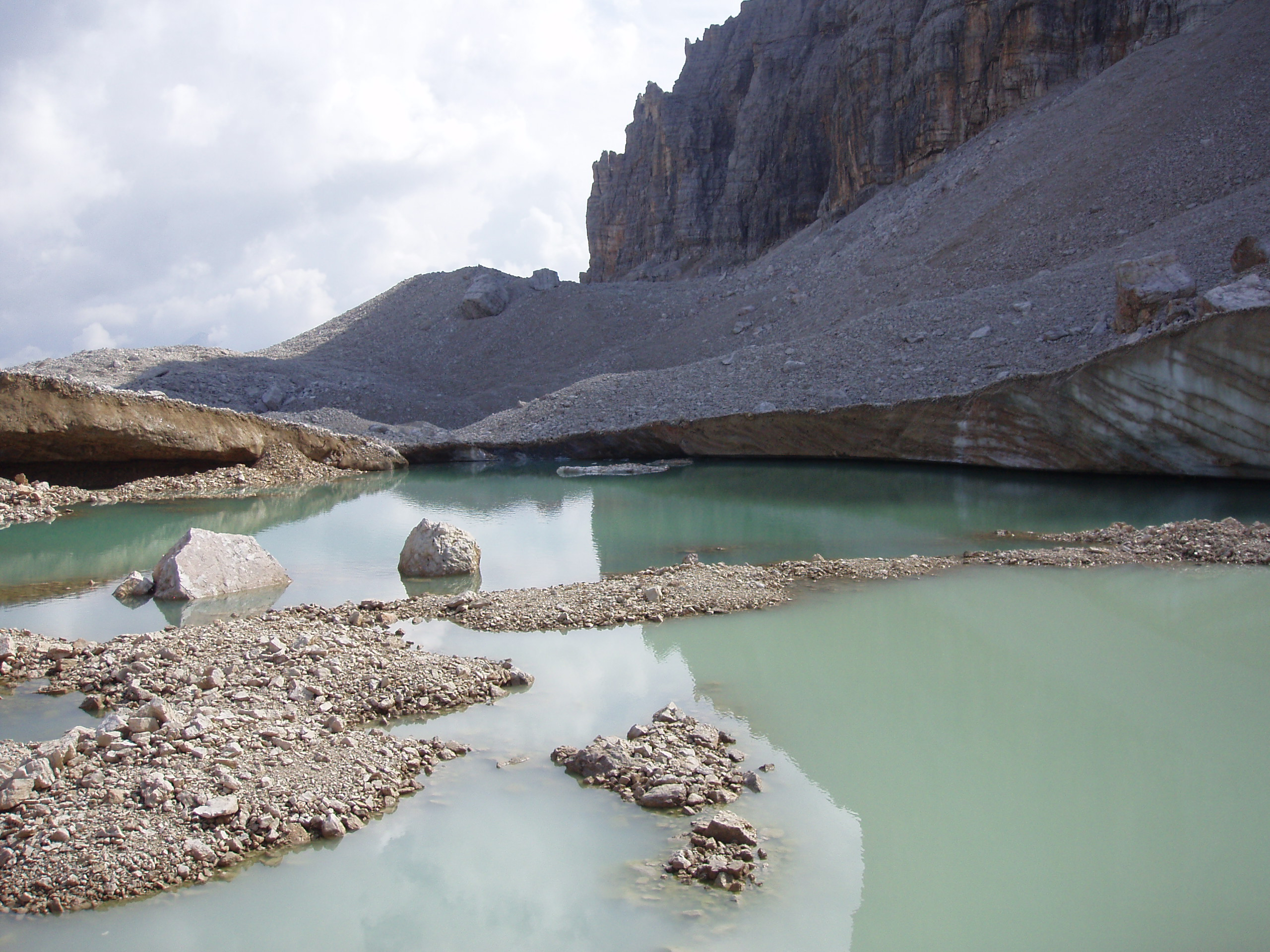
Lech dl Dragon (Dračí jezero)

V horské skupině Sella se nachází několik malých jezer. Kromě jezera Boèsee (2250 m n. m.) východně od Boèseekofelu se severovýchodně od Piz Boè nachází Eissee (2833 m n. m.), severně pod Pisciadùspitze se nachází Pisciadùsee (2585 m n. m.) a jižně od Murfreidspitze se nachází Lech dl Dragon (Dračí jezero). Pod stěnami náhorní plošiny Le Punte na jihovýchodním okraji Selly se nachází několik jeskyní s prameny, nazývaných Les Fontanes.
Kromě toho z masivu vytéká několik potoků. Na severozápadě to jsou potoky Frea a Ciavazes a na severu Ru de Mesdì, který se vlévá do potoka Pisciadù, jenž se později vlévá do řeky Gader. Na jihovýchodě se do řeky Cordevole vlévá několik přítoků, mezi nimi Rü de Vauz, Rio Fontane a Rio Boè. Jižně od průsmyku Sella pramení na západní straně několik potoků, včetně Antermontbachu, které se vlévají do řeky Aveis v údolí Fassa.

## Klima
Ve skupině Sella je v provozu od roku 2004 na Piz Pisciadù (2985 m) meteorologická stanice, jejíž záznamy ukazují subpolární klima (tundra). Průměrná maximální denní teplota v letních měsících se na Piz Pisciadù pohybuje mezi 6 a 8 °C a průměrná nejnižší noční teplota v zimních měsících je -11 až -13 °C. Průměrná roční teplota vzduchu je -2,8 °C.

## Historie
Archeologické nálezy z náhorní plošiny Sella se dosud nepodařilo zajistit. Na průsmycích v okolí masivu byla nalezena některá místa odpočinku mezolitických lovců. Zde se nacházejí tzv. mikrolitové hroty šípů, které lovci používali k lovu. Nelze tedy vyloučit, že v té době do masivu pronikli lovci. K dalším nálezům patří střepy z doby bronzové na Grödner Joch a křemenné hroty šípů na Sellajoch. Keltové ani Římané však nejsou doloženi. Hrot kopí z okolí Colfosca je pravděpodobně středověkého původu.
Ve druhé polovině 19. století se začaly v okolí masivu stavět silnice a budovy. V průsmyku Sella byla jako první vybudována silnice v roce 1872 a ubytování pro cestující v roce 1884. V roce 1896 byl dokončen hospic na Grödner Joch. Stavba silnice do sedla Campolongopass trvala tři roky a byla dokončena v roce 1901. V letech 1901–1905 byla do průsmyku Pordoi v rámci Velké dolomitské cesty vybudována silnice a od roku 1902 je zde k dispozici ubytování v chatě Alpského klubu.
Pro zásobování válečné fronty v údolí Buchenstein byla v roce 1915 postavena první silnice do Grödner Joch, která byla v roce 1960 vyasfaltována. Během první světové války byly kolem masivu vybudovány první dopravní lanovky pro zásobování. Samotná horská skupina Sella nebyla během války v horách zasažena válečnými operacemi, ale průsmyky procházelo zásobování fronty na Col di Lana, deset kilometrů východně. Severovýchodně od průsmyku Pordoi se nachází německé válečné pohřebiště Pordoi, dokončené v roce 1959, kde je pohřbeno 8852 německých a rakouských obětí první světové války a 847 obětí druhé světové války.

## Alpinismus

### Vývoj
Na některých horách a vrcholech skupiny Sella byly nalezeny stopy po pastevcích a lovcích, takže v případě těchto vrcholů nelze první horolezce vystopovat. Prvním vrcholem, jehož "turistický" prvovýstup je zdokumentován, je Piz Boè. 30. července 1864 stanuli na vrcholu Paul Grohmann a G. Ischara.

### Ferraty
Kromě mnoha horolezeckých tras se na Sella nachází také zajištěné cesty . Některé z nich s rostoucí obtížností, jsou Vallonská via ferrata, Pisciadů via ferrata, Pößneckerská via ferrata a Cesare Piazetta via ferrata.

### Turistické stezky
Pohořím Sella vedou četné turistické stezky. Nejdůležitější z nich je Dolomitská vysokohorská stezka č. 2, která vede z Bressanone do Feltre. Ze skupiny Puez vede stezka přes průsmyk Gardena do údolí Sella a po částečně zajištěné cestě po lanech údolím Val Setus k chatě Pisciadù (2585 m). Odtud vede trasa přes Zwischenkofel (2907 m) k chatě Boè a dále pod Piz Boè k Rifugio Forcella Pordoi (2829 m). Po sestupu do průsmyku Pordoi opouští vysokohorská stezka Sellu a pokračuje do Marmolady.
Na nejvyšší horu skupiny se dostanete různými cestami. Z jihu vede stezka 638 na Piz Boè, odkud lze vrchol přejít i na sever. Přes Eisseespitze a Cresta Strenta se na vrchol dostanete po trase 672. Stezka 649 vede po horní hraně náhorní plošiny Sella a na vrcholu Piz Selva (2941 m) se stáčí na západ k via ferratě Pößnecker. Od jezera Boè vede cesta 646 na vrchol Boèseekofel (2911 m). Varianta stezky 627A Dolomiten-Höhenweg končí na vrcholu Pordoispitze.

## Cestovní ruch

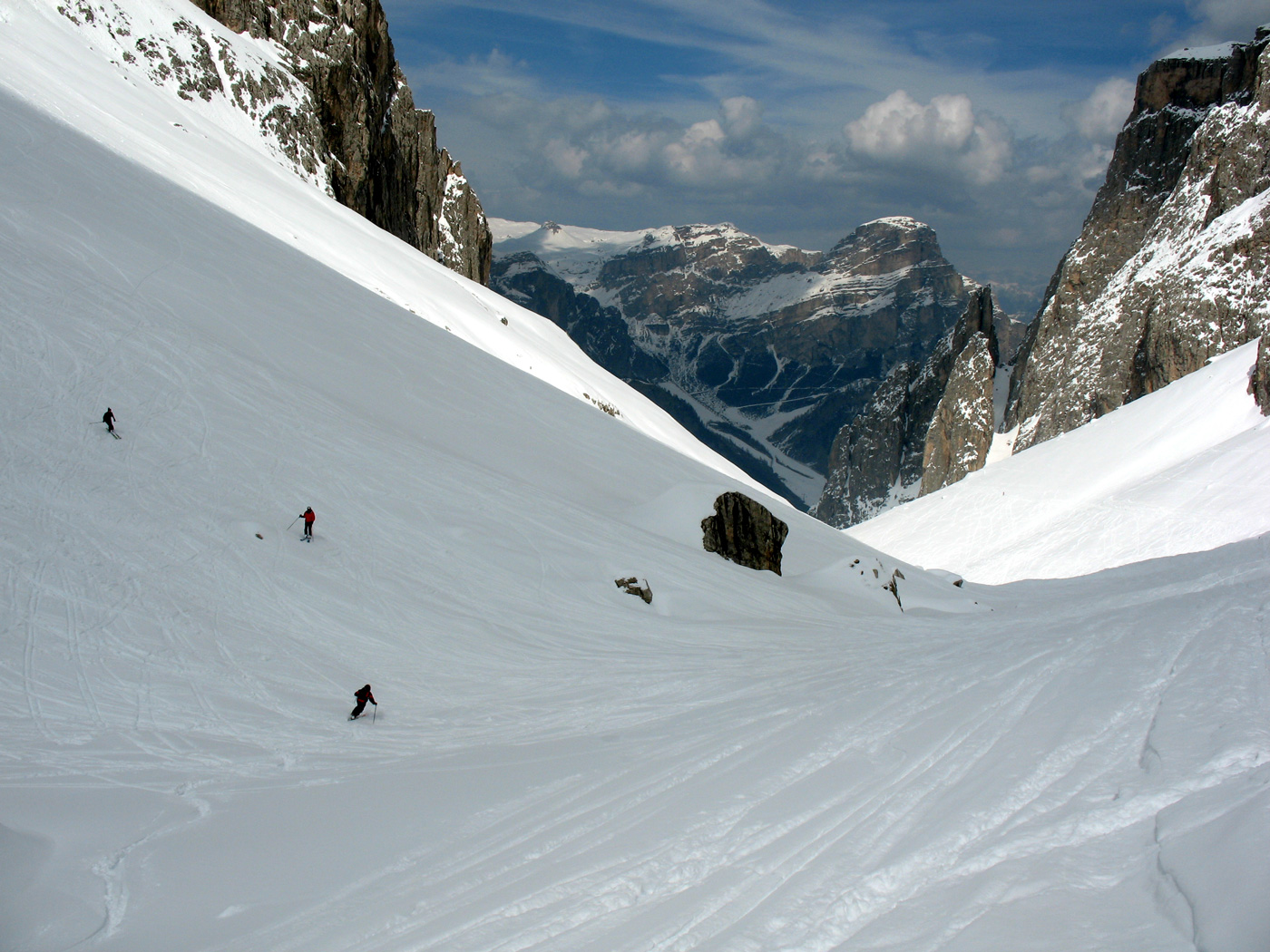
Freerideři v masivu Sella

Na vrchol Sass Pordoi (2 952 m) vede z Pordoijochu lanovka. Tato lanovka je také výchozím bodem pro lyžařské túry po masivu Sella. Velmi oblíbený je sestup z Pordoischarte, který vede přímo od

### Horské chaty

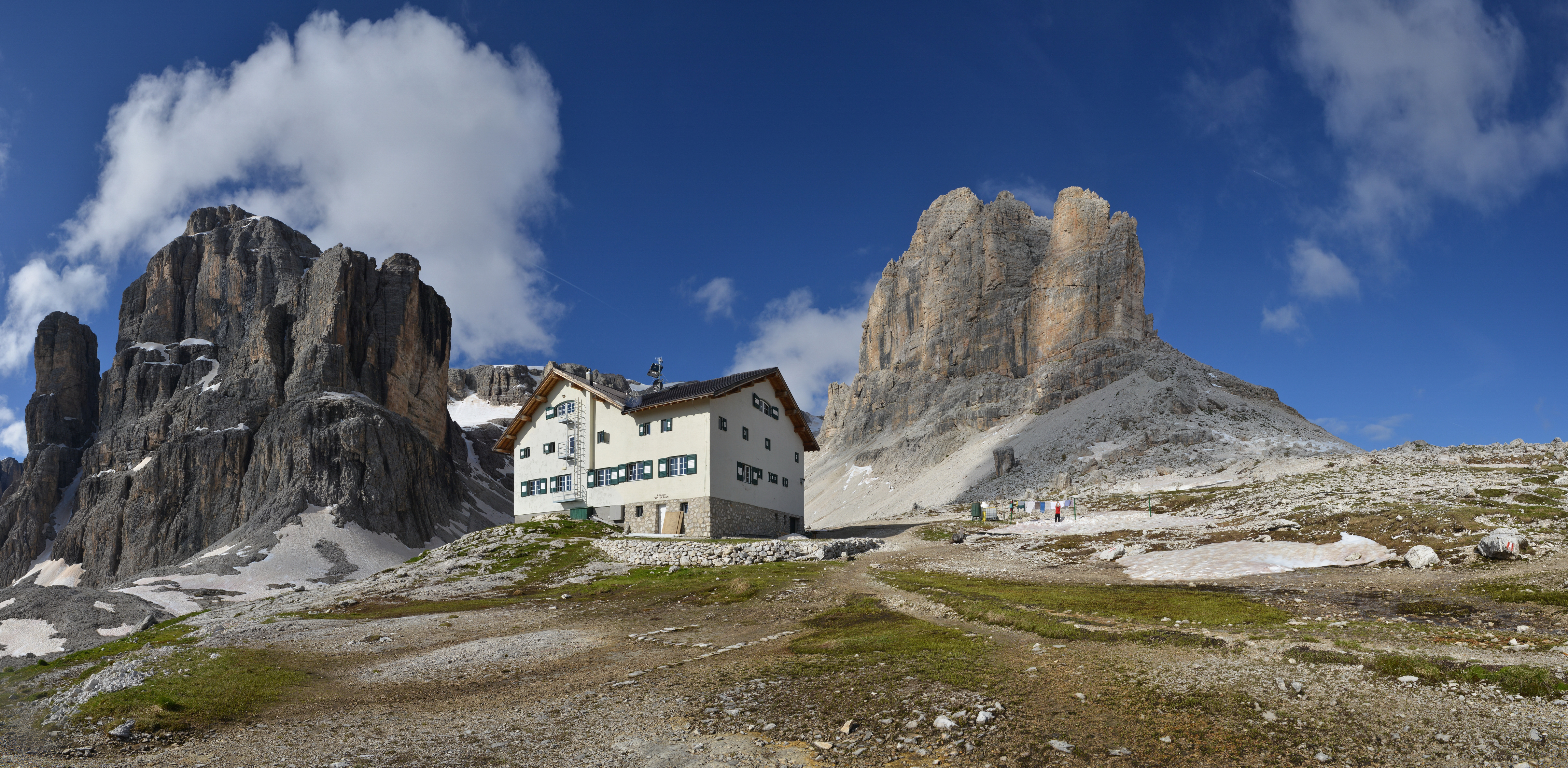
Chata Pisciadù

V masivu Sella se nacházejí následující horské chaty:
- Rifugio Forcella Pordoi (2849 m n. m.), v průsmyku Pordoi.
- Rifugio Maria, horská stanice lanovky na Sass Pordoi (2952 m n. m.)
- Boèhütte (2873 m n. m.; dříve Bamberger Hütte), pod vrcholem Piz Boè, CAI
- Rifugio Capanna Piz Fassa (3152 m n. m.), na vrcholu Piz Boè, soukromá osoba
- Pisciadùhütte (2585 m n. m.), ital. Rifugio Franco Cavazza al Pisciadù, v severní části skupiny, CAI, dosažitelné z Grödner Joch přes údolí Val Setus nebo po via ferratě Pisciadù (s visutým mostem).
- Franz-Kostner-Hütte (2536 m n. m.), ve východní části skupiny, CAI

## Sellaronda
Zvláštní atrakcí je objíždění masivu Sella. Tuto možnost otevírají čtyři průchody kolem horské skupiny. V zimě je Sellaronda velmi oblíbená mezi lyžařskými turisty. Před vybudováním lyžařských vleků kolem Selly chodili lyžaři po okruhu, kterému se v ladinštině říkalo Sella Ronda. Dnes je Sella ronda lyžařským okruhem. Pomocí lyžařských vleků a lanovek je možné objíždět v jednom dni i ve dvou směrech. V každém ze čtyř údolí kolem Selly se nacházejí vstupní body. Celkem tento okruh měří téměř 38,7 kilometrů, z toho 23 kilometrů sjezdovek a 15,7 kilometrů vleků. Sellaronda se pohybuje v nadmořské výšce od 1563 metrů v Selvě do 2425 metrů při jízdě proti směru hodinových ručiček a 2478 metrů ve směru hodinových ručiček.
Speciální variantou závodu Sellaronda je Sellaronda Skimarathon. Zde dvoučlenné týmy absolvují 42kilometrový okruh orientovaný na normální Sellarondu s převýšením 2700 metrů jako skialpinistický závod. Rekord trati 3:15:07 drží od roku 2008 Hansjörg Lunger a Guido Giacomelli[16].
V létě je objíždění masivu součástí cyklistického závodu Šablona:Dolomitský maraton. Start závodu je v Abtei, cíl v Corvaře. Závod lze absolvovat ve třech různých variantách, z nichž nejkratší je Sellaronda. Na 55 kilometrech se po směru hodinových ručiček projedou čtyři průsmyky kolem masivu Sella a překoná se 1780 výškových metrů. Dalšími variantami jsou středně dlouhá vzdálenost 106 kilometrů s převýšením 3090 metrů a maratonská vzdálenost 138 kilometrů s převýšením 4190 metrů, které prodlužují závod směrem na východ. V závislosti na variantě se trasa rozšiřuje o průsmyky Passo Falzarego (2105 m), Passo di Giau (2236 m) a Valparola (2192 m).